# Cambodia League (2012)
Cambodia League (2012) – 28. edycja najwyższej piłkarskiej klasy rozgrywkowej w Kambodży. W rozgrywkach wzięło udział 10 drużyn, grając systemem mieszanym. Sezon zasadniczy rozpoczął się 3 marca, a zakończył 5 sierpnia 2012. Faza play-off trwała od 9 do 15 września 2012 roku. Tytułu nie obroniła drużyna Phnom Penh Crown FC. Nowym mistrzem Kambodży został zespół Boeung Ket Rubber Field. Tytuł króla strzelców zdobył Friday Nwakuna, który w barwach klubu Boeung Ket Rubber Field strzelił 20 goli.
Terminarz rozgrywek ustalono tak, aby umożliwić reprezentacji Kambodży optymalne przygotowanie się do eliminacji Mistrzostw ASEAN, które odbyły się w dniach 5–13 października 2012 roku w Rangunie w Mjanmie.
Każdy zespół miał prawo posiadać w swoich składach maksymalnie pięciu obcokrajowców, z zastrzeżeniem, że tylko trzech z nich mogło przebywać w trakcie meczu na boisku w tym samym momencie. 

## Drużyny
| Drużyna | Sponsor strategiczny                     | Sponsor techniczny | Kapitan          | Trener            |
| --- | ---------------------------------------- | ------------------ | ---------------- | ----------------- |
| Boeung Ket Rubber Field |                                          | Kappa              | Keo Sokngon      | Prak Sovuthy      |
| Build Bright United |                                          |                    | Dan Ito          | Meas Sam Oeurn    |
| Chhlam Samuth |                                          |                    | Silva Sunday     | Kim Pheakdey      |
| Kirivong Sok Sen Chey |                                          | Kappa              | In Vicheka       | Nguyen Chov Hoang |
| Nagacorp FC | Naga World                               |                    | Om Thavrak       | Prak Sovannara    |
| National Defense Ministry FC |                                          | Nike               | Khek Khemrin     | Op Sam Ath        |
| Phnom Penh Crown FC | Crown Hotel Resort                       | Kappa              | Kouch Sokumpheak | David Booth       |
| National Police Commissary FC | Sokimex                                  | Joma               | Say Piseth       | Ung Kangyanith    |
| Preah Khan Reach FC | Saigon-Hanoi Commercial Joint Stock Bank | Nike               | Sok Rithy        | Som Vandeth       |
| Western University FC |                                          |                    |                  |                   |
| Oznaczenia: - Jako sponsora technicznego należy rozumieć firmę, która dostarcza danemu klubowi sprzęt niezbędny do gry - Jako sponsora strategicznego należy rozumieć firmę, która reklamuje się na klatce piersiowej koszulki meczowej |                                          |                    |                  |                   |

## Tabela końcowa

### Sezon zasadniczy
|    | Klub                          | M  | Z  | R | P  | Br+ | Br- | Br+/- | Pkt | Uwagi                |
| 1  | Nagacorp FC                   | 18 | 11 | 5 | 2  | 49  | 21  | +28   | 38  | Baraże o mistrzostwo |
| 2  | Boeung Ket Rubber Field       | 18 | 11 | 3 | 4  | 51  | 22  | +29   | 36  | Baraże o mistrzostwo |
| 3  | Preah Khan Reach FC           | 18 | 10 | 3 | 5  | 49  | 27  | +22   | 33  | Baraże o mistrzostwo |
| 4  | National Police Commissary FC | 18 | 9  | 6 | 3  | 42  | 27  | +15   | 33  | Baraże o mistrzostwo |
| 5  | Phnom Penh Crown FC           | 18 | 8  | 3 | 7  | 39  | 30  | +9    | 27  |                      |
| 6  | Build Bright United           | 18 | 8  | 3 | 7  | 24  | 29  | –5    | 27  |                      |
| 7  | National Defense Ministry FC  | 18 | 6  | 5 | 7  | 24  | 27  | –3    | 23  |                      |
| 8  | Kirivong Sok Sen Chey         | 18 | 4  | 5 | 9  | 22  | 28  | –6    | 17  |                      |
| 9  | Chhlam Sakmut                 | 18 | 3  | 2 | 13 | 28  | 74  | –46   | 11  | Spadek               |
| 10 | Western University FC         | 18 | 2  | 1 | 15 | 11  | 54  | –43   | 7   | Spadek               |

Źródło: RSSSF

### Baraże o mistrzostwo
Półfinały:
- 9 września 2012, Stadion Olimpijski, Boeung Ket Rubber Field – Preah Khan Reach FC 4 – 1 (po dogrywce)
- 9 września 2012, Stadion Olimpijski, Nagacorp FC – National Police Commissary FC 0 – 0 (karne: 3 – 1)

Mecz o 3. miejsce:
- 12 września 2012, Stadion Olimpijski, Preah Khan Reach FC – National Police Commissary FC 4 – 2

Finał:
- 15 września 2012, Stadion Olimpijski, Nagacorp FC – Boeung Ket Rubber Field 1 – 3

Zespół Boeung Ket Rubber Field został mistrzem Kambodży w sezonie 2012 i tym samym zakwalifikował się do Pucharu Prezydenta AFC w sezonie 2013.

### Spadek i awans
Z Cambodia League spadły zespoły Chhlam Sakmut oraz Western University FC, natomiast drużyny Asia Europe University FC i Senate Secretariat FC do niej awansowały.

## Najlepsi strzelcy
| L.p | Nazwisko       | Klub                          | Bramki |
| --- | -------------- | ----------------------------- | ------ |
| 1   | Friday Nwakuna | Boeung Ket Rubber Field       | 20     |
| 2   | Nelson Oladiji | National Police Commissary FC | 19     |
| 3   | Chin Chum      | Nagacorp FC                   | 17     |
| 4   | George Bisan   | Chhlam Samuth                 | 11     |